# Лесовое (Братский район)
Лесовое (укр. Лісове) — село в Братском районе Николаевской области Украины.
Основано в 1794 году. Население по переписи 2001 года составляло 105 человек. Почтовый индекс — 55444. Телефонный код — 5131. Занимает площадь 0,567 км².

## Местный совет
55444, Николаевская обл., Братский р-н, с. Миролюбовка, ул. Щорса, 35